# Es Coll d'en Rabassa
Es Coll d'en Rabassa és un barri costaner i mariner a la Badia de Palma, Mallorca, que forma part del terme de Palma i és situa a uns 6 km de la ciutat. S'ubica al Prat de Sant Jordi, al limit de l'antiga Horta de Baix, i és delimitat pels barris de Son Malferit, El Molinar pel torrent Gros, Son Riera (o Son Banya), Can Pastilla, l'Aeroport i Son Ferriol. Pertany al districte de la Platja de Palma, tot i que la platja homònima (que és un dels majors centres turístics de l'illa) es troba fora del barri direcció est. Té uns 10.839 habitants (2024) i compta amb bars i restaurants, principalment de productes de la mar, encara que també hi ha locals de carn a la brasa i uns altres amb gran varietat, on es poden menjar menús diaris a preus econòmics.
Té tres col·legis. En aquest barri, a més, hi ha la zona natural d'Es Carnatge, que antigament va servir com a pedrera de marès per a la construcció de la Catedral de Palma i actualment es troba prop de l'Aeroport. En l'actualitat la zona està declarada com a Àrea Natural d'Especial Interès (ANEI), pel fet que habiten molts endemismes balears. Allà també s'hi pot trobar una platja fòssil del Quaternari.
Entre el patrimoni històric del Coll, destaca l'església parroquial de la Nostra Senyora del Carmen, datada del 1885; l'edifici de la biblioteca municipal, que fou antiga estació del tren a Llucmajor; i la Torre d'en Pau, antiga bateria de costa que, al costat d'unes altres, servia per a la defensa de la Badia de Palma. Aquesta bateria ha tornat un parc municipal i, lamentablement, en l'actualitat és en un important estat de degradació. També s'ha de destacar l'hotel Ciutat Jardí, l'hotel més antic de tota la Badia de Palma, que dona nom a la platja i l'urbanització adjacent i que fou inaugurat el 1921 i declarat Monument d'Interès Turístic Nacional el 1986.

## Història
El Coll d'en Rabassa neix a partir del moment en el qual es derroquen les murades de Palma i comença l'eixample de la ciutat. Des del segle xix sorgeix un nou tipus d'habitatge d'esbarjo en les costes, on neixen els primers habitatges més humils de l'actual barri.
El 1885 el mossèn Bartolomeu Castell va proposar la construcció d'una església, ja que no n'hi havia cap temple en la barriada. Ja el 8 de setembre del mateix any ja se'n va inaugurar la primera part.
El 6 d'octubre de 1916 es va inaugurar la línia de tren Palma-Llucmajor, que tenia una parada a l'estació del Coll d'en Rabassa, que fer créixer el barri per l'arribada de nous veïns provinents del centre de Palma. En conseqüència d'aquesta pujada de la població s'hi van desenvolupar les primeres escoles, cinemes, bars i fins i tot indústries.

## Benestar social

### Educació

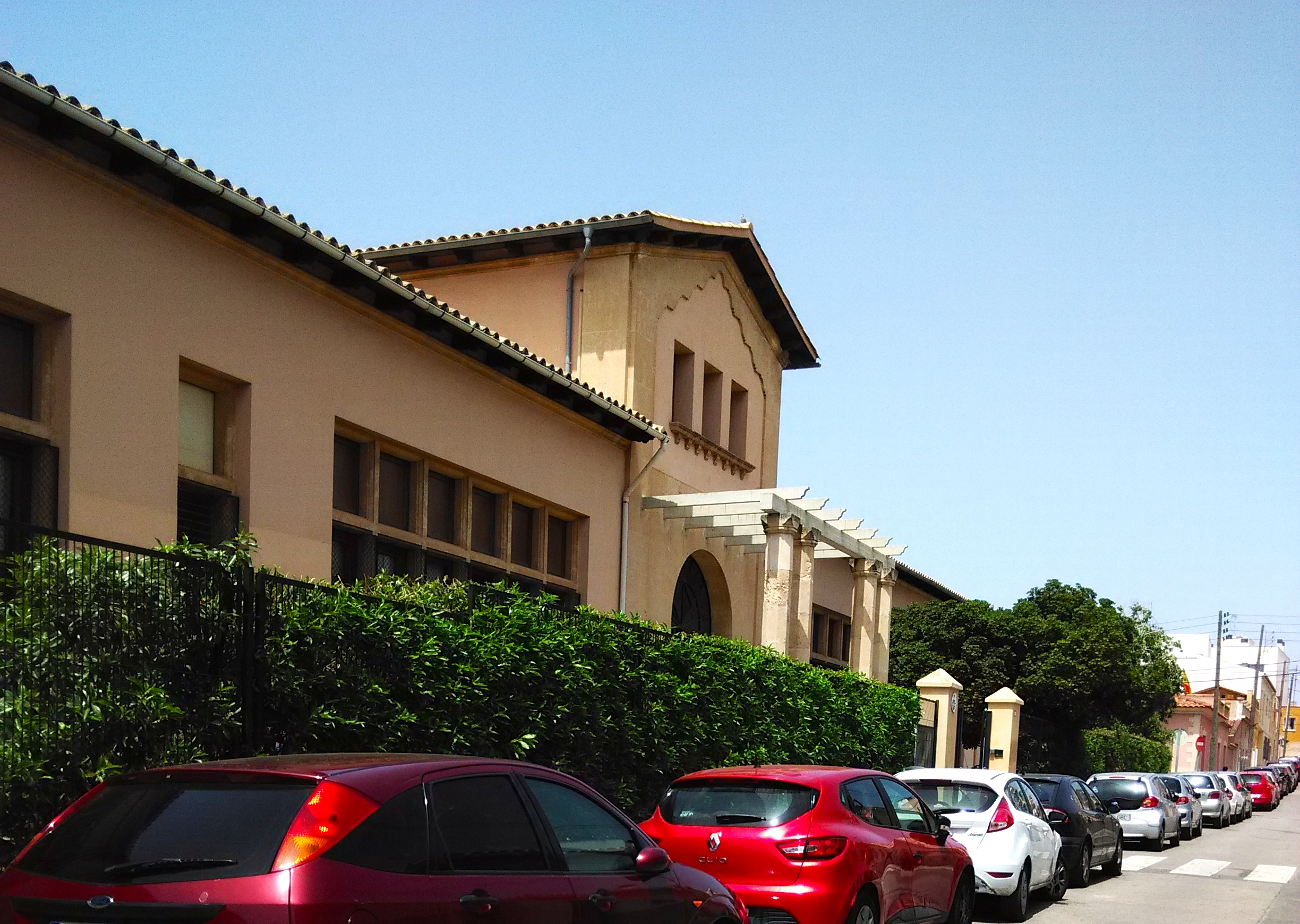
CEIP Coll d'en Rabassa

El barri té tres col·legis, dos d'ells amb escola infantil i primària (el CEIP Coll d'en Rabassa–Guillem Lladó Coll i el CC Sant Vicenç de Paül) i una altra que compta amb escola infantil, primària i secundària (el Col·legi Lladó).
El primer col·legi a obrir les portes va ser el «CC San Vicente de Paúl» (1910), encara que no va obtenir l'autorització per a impartir ensenyament primari fins el 1949. Li segueix el «CEIP Coll d'en Rabassa», antic «Colegio Nacional» (1934), inaugurat en la Segona República pel batle Emili Darder i, finalment, el «Col·legi Lladó», que llavonces era anomenat «Academia Pericial Lladó» (1948). En aquells dies, existia també el «Liceo del Carmen».

### Sanitat

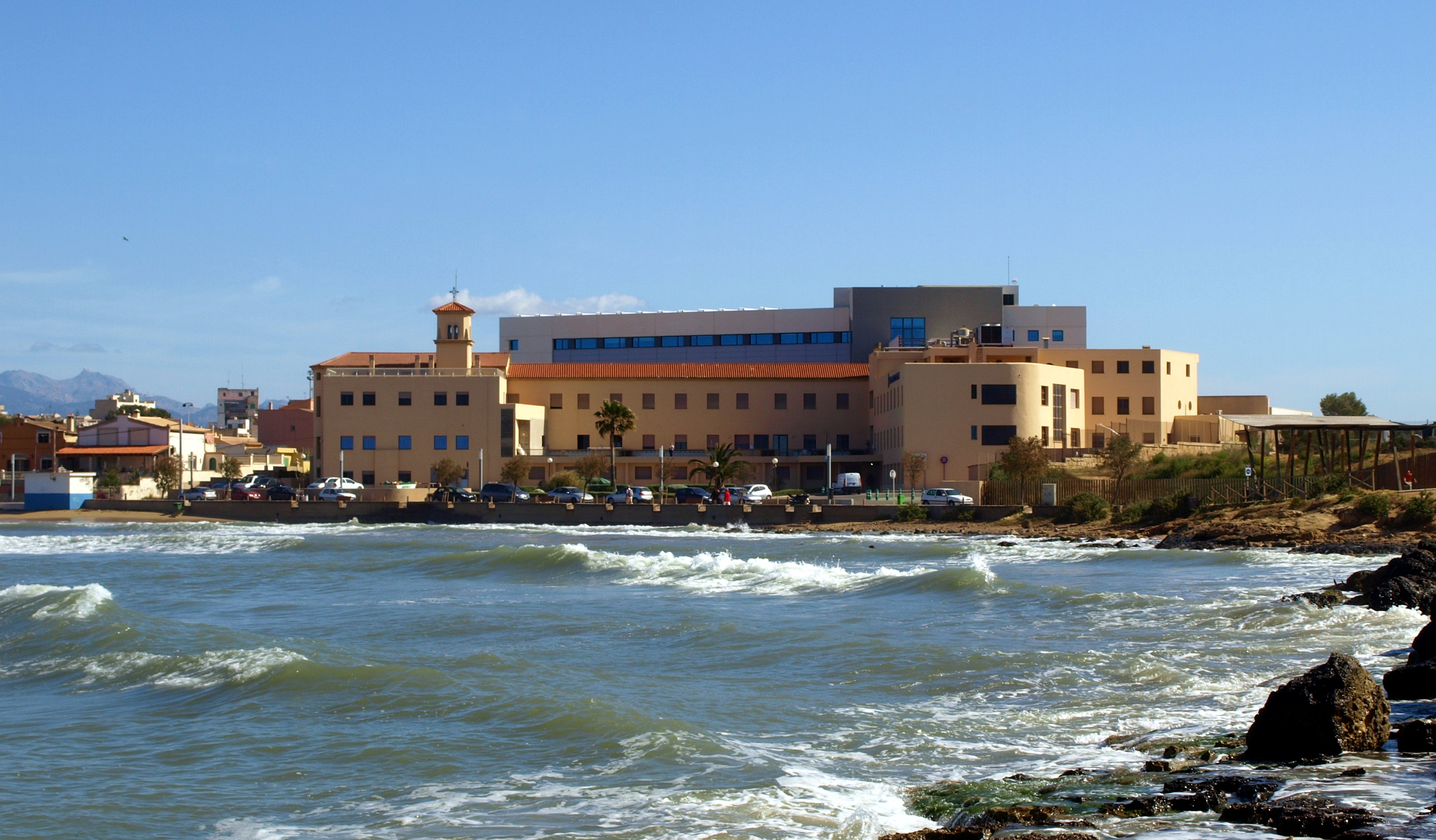
Hospital Sant Joan de Déu

El barri compta amb un Centre de Salut, inaugurat al 1985 pel ministre Ernest Lluch, on els veïns tenen accés gratuït gràcies a l'Ajuntament de Palma, que va començar a crear una xarxa de centres. Aquest és un dels 19 existents a Palma.
També hi ha l'hospital Sant Joan de Déu inaugurat el 1955, un centre sanitari parcialment dependent de la Conselleria de Salut dedicat a la traumatologia. Les línies 28 i 27 de l'EMT tenen una parada a l'hospital.

## Religió
La religió predominant en el barri és el catolicisme: una de les tres escoles no és laica, sinó catòlica (CC Sant Vicent de Paúl) i la Parròquia del Coll d'en Rabassa. Per la immigració hi comencen a arribar altres cultures i religions, com és el cas de l'els Testimonis de Jehová, el saló dels quals del Regne està situat al carrer Blau.

### Parròquia d'es Coll d'en Rabassa
L'església rep el nom de La nostra Senyora del Carme, beneïda el 8 de setembre de 1885. És d'inspiració romànica, amb una nau central amb quatre capelles al costat dret i dos al costat esquerre. A dalt, als laterals de la volta central, hi ha uns vitralls que representen la vida de la Mare de Déu. A la torre del campanar hi ha tres campanes, beneïdes l'any 1948.
El temple va quedar inacabat, ja que li falta una torre en el costat dret, bessona a la qual té. El rellotge que llueix prové de l'antiga estació de tren d'es Coll.
L'església organitza les processons de Setmana Santa, on se celebra cada any el Via crucis, el qual té una gran acceptació per part dels religiosos i curiosos, ja que es representa la crucifixió i mort de Crist. El 16 de juliol és el dia de la Verge del Carme, on se celebra el dia de la parròquia i les festes del barri. L'església està situada al carrer Bartolomeu Castell, i l'entrada principal del temple es troba a la plaça de l'Església.

## Comerç
El barri es basa en el petit comerç, es troben algunes botigues de roba, fruiteries, carnisseries, forns i bars. Existeixen diversos supermercats en ell i el 2016 s'hi va obrir el centre comercial més gran de l'illa, el Fan Mallorca Shopping.

### Petit comerç
La majoria de botigues són al carrer Cardenal Rosell, coneguda pels veïns com «La principal». Al llarg d'aquest carrer hi ha botigues de roba, bancs, pastisseries, restaurants i bars. Destaca també el carrer de les Illes Pitiüses, on hi ha una gran quantitat de bars. En la intersecció entre ambdós carrers es troba Casa Iván, un dels restaurants més populars localment. Altres comerços emblemàtics són, per exemple, Cala Canta, Ca na Paulina o El Penyón. Els dimecres i dissabtes de 8h a 14h es fa un mercat temporal al carrer Cardenal Rossell. El petit comerç, talment que en la resta de zones, pateix per culpa de les grans distribuïdores perquè no poden competir contra els seus baixos preus.

### Fan Mallorca Shopping
El Fan Mallorca Shopping és el centre comercial més gran de les Illes Balears, a cinc quilòmetres del centre de Palma. Va obrir les portes a la fi de 2016. Va donar treball directament a 1500 persones, 2000 d'indirectes i 2400 durant la seva construcció. En aquest s'han establert grans cadenes com Primark, H&M, Mango, Decathlon, Media Markt, Grup Cortefiel, C&A, Foot Locker o Benetton, entre d'altres. Conté, a més, Cinemes Artesiete i cadenes de restauració ràpida com Vips, Foster's Hollywood, Burger King, Starbucks, La Tagliatella entre moltes altres.

## Transport

### Autobusos
Les línies 18, 28, 27, 31, 32 i 35 de l'Empresa Municipal de Transports de Palma (EMT) hi fan el servei.
Línies
| Línia | Trajecte                          | Recorregut |
| ----- | --------------------------------- | ---------- |
| 18    | Son Riera - Sindicat              | Recorregut |
| 27    | Circular - Son Llàtzer (esquerra) | Recorregut |
| 28    | Circular - Son Llàtzer (dreta)    | Recorregut |
| 31    | Sant Jordi - Sindicat             | Recorregut |
| 32    | S'Arenal - Sindicat               | Recorregut |
| 35    | Aquarium - Plaça de la Reina      | Recorregut |

### Carril bici

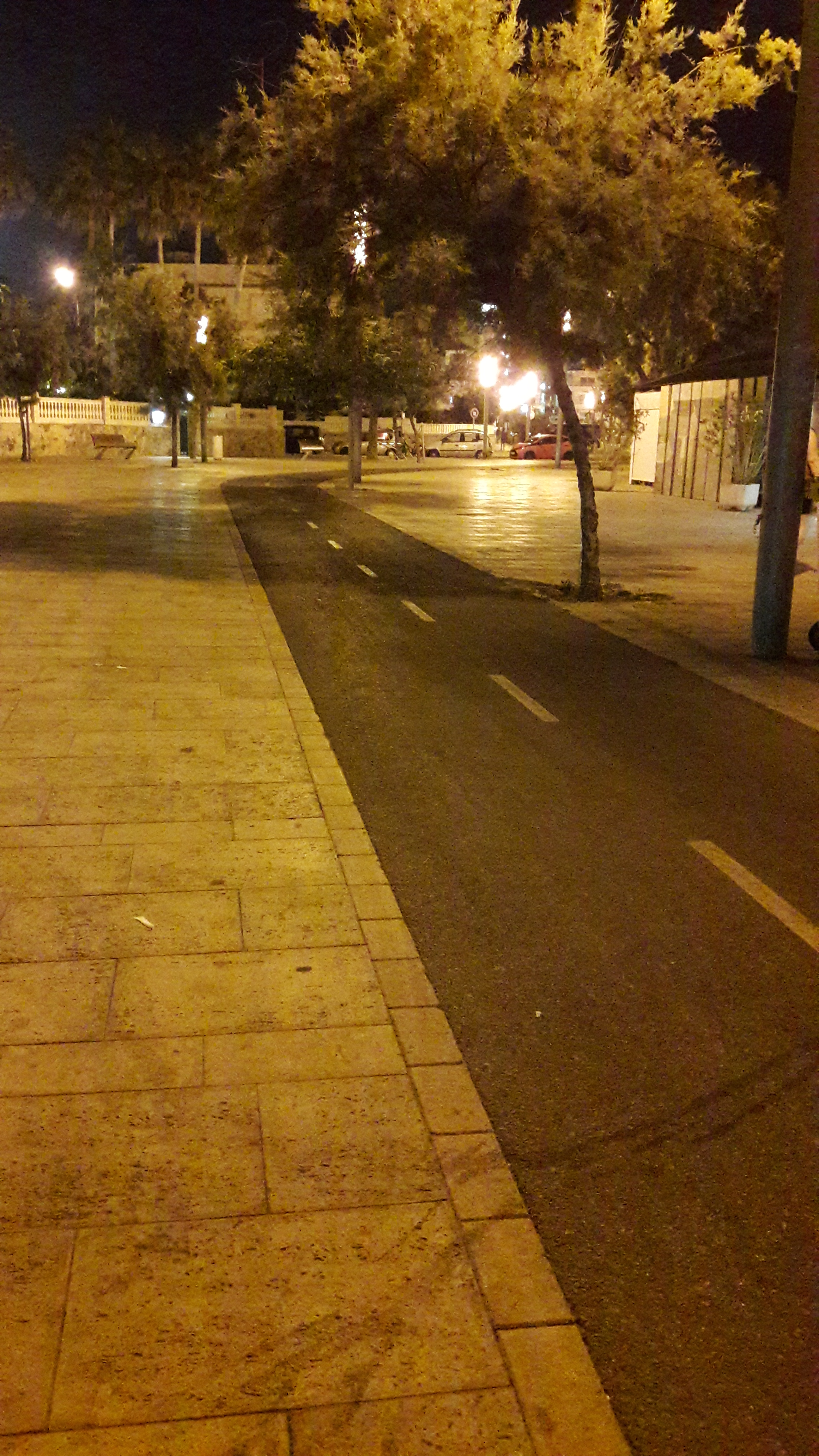
Carril bici

Palma compta amb un extens carril bici que recorre tota la Platja de Palma, d'aquesta manera, passant pel Coll d'en Rabassa. Existeixen tres possibilitats d'entrar al barri mitjançant el carril bici, des de la barriada veïna El Molinar (entrant per la zona de Ciutat Jardí), des de Can Pastilla (entrant per la zona d'Es Carnatge) o des de Son Malferit (entrant per l'entrada al Molinar de Dt.-20).

### Tramvia
Després d'una desena d'any de planificació, el 2022 es va presentar el projecte definitiu del «Trambadia» que connectarà la plaça d'Espanya amb l'aeroport, que travessarà el barri. Les obres haurien de començar el 2023, però el nou govern de Prohens (PP-Vox) va cancel·lar el projecte.